# イワン雷帝 (プロコフィエフ)
『イワン雷帝』（イワンらいてい、ロシア語: Иван Грозный） 作品116 は、セルゲイ・プロコフィエフが未完に終わったセルゲイ・エイゼンシュテインの映画3部作、『イワン雷帝』（1942年-1944年）とその続編（1946年）のために作曲した映画音楽。

## 概要
このプロジェクトは人気を博した『アレクサンドル・ネフスキー』（1938年）に続く、プロコフィエフにとって2作目となるエイゼンシュテインとの共同制作であった。礼拝用歌曲でない部分のテクストの大半は、『アレクサンドル・ネフスキー』のテクストでもプロコフィエフと共作を行ったウラジーミル・ルゴフスコイが執筆した。
「第1話」の主題はイヴァン4世の統治時代の初期、1547年から1565年である。彼の戴冠、ボヤールの力を抑えようという意志、結婚、1552年のカザン襲撃、治癒の見込みの薄い病、最初の妻アナスタシアの毒殺、オプリーチニキの組織、退位が扱われている。
「第2話」には「ボヤールの陰謀」という副題が付されており、1565年から1569年までが扱われる。アンドレイ・クルプスキー公のポーランド・リトアニア合同への逃亡、イヴァンのモスクワ総主教フィリップ2世との論争、ボヤールの策謀、オプリーチニキの過剰、ボヤールとイヴァンのおばが企てた武力政変、エウフロシニヤ・スタリツカイヤ、彼女の息子ウラジーミル・アンドレエヴィチの殺害、国内の敵対勢力に対するイヴァンの勝利が描かれている。
映画音楽の総譜はプロコフィエフの生前には出版されなかった。1961年に作曲者の弟子だったレヴォン・アトヴミアンの手で独唱者、合唱と管弦楽のためのオラトリオへと編曲された。しかし、この編曲が演奏できるようになる前に、1961年のモスクワで語り手、独唱者、合唱と管弦楽のためのオラトリオとしての形で演奏会形式での初演が行われることになった。この時指揮をしたアブラム・スタセヴィチはエイゼンシュテインの映画の劇判でも指揮をしていた。
1973年に作曲家のミハイル・チュラキと振付師のユーリー・グリゴローヴィチは、プロコフィエフの映画音楽を基にバレエ『イワン雷帝』を創らないかと持ち掛けられた。バレエは1975年に初演を迎える。その後の演奏用編曲にはマイケル・ランケスターが構成したオラトリオ（1989年）やクリストファー・パーマーによる演奏会用脚本などがある。もとの映画音楽の全編復元版も出版、録音されている。

## 歴史

### 演奏史
映画『イワン雷帝』（第1部）は1944年12月30日に公開された。続編の『ボヤールの陰謀』（第2部）の公開は1958年まで待つことになる。
フランク・シュトローベルが復元した映画音楽の演奏会初演はムジークフェスト・ベルリン開催中の2016年9月16日に、コンツェルトハウス・ベルリンの大ホールで映画を上映しながら行われた。この時の管弦楽はベルリン放送交響楽団、合唱はベルリン放送合唱団、独唱はコントラルトのマリナ・プルデンスカヤ、バスのアレクサンドル・ヴィノグラードフが務めた。

### 出版史
- 1958年 「映画『イワン雷帝』のための音楽から歌と合唱」 レヴォン・アトヴミアンが『ソヴィエツカヤ・ムジカ』誌で声楽譜を発表、6曲が収録される[1]。

1. 'The Black Cloud'
2. 'Ocean-Sea'
3. 'Song of Praise'
4. 'The Swan'
5. 'The Cannoneers'
6. 'Song about the Beaver'

- 1960年 「カンタータ、オラトリオ、映画からの歌曲、合唱」 レヴォン・アトヴミアンが『Sovetskiy Kompozitor』で声楽譜を発表。『イワン雷帝』の楽曲も収められる[2]。

1. 'The Oath of the Oprichniki'
2. 'Song of Fyodor Basmanov and the Oprichniki'
3. 'Song of the Oprichniki'

- 1997年 『イワン雷帝』映画音楽草稿、総譜がMarina RakhmanovaとIrina Medvedevaの編集によりハンブルクのハンス・シコルスキから出版される[3]。
- 2016年 『イワン雷帝』劇判譜、総譜がフランク・シュトローベル編でハンブルクのハンス・シコルスキから出版される。

## 楽器編成
2つの映画音楽はいずれもコントラルトまたはメゾソプラノを1人（「Ocean-Sea」と「Song about the Beaver」において）、バリトンまたはバスを1人（「Song of the Oprichniki」において）、バスを1人（「Many Years!」において）、混声合唱を必要とする。
ピッコロ、フルート2、オーボエ2、コーラングレ、クラリネット3、小クラリネット、バスクラリネット、アルト・サクソフォーン、テナー・サクソフォーン、ファゴット4、コントラファゴット、ホルン5、トランペット5、トロンボーン3、テューバ2、ティンパニ、大太鼓、小太鼓、トライアングル、タンブリン、シンバル、タムタム、鐘、教会の鐘、グロッケンシュピール、シロフォン、ウッドブロック、むち、ハープ、ピアノ、弦五部。

## 草稿の楽曲
プロコフィエフの草稿に遺されている楽曲を下表に示す。表の順番は項目行にあるボタンをクリックすることで並び替えできる。ページの更新（パソコンの場合はF5キー押下）をすることで元の並びに戻すことが出来る。
'S'と書かれた列には、映画版の総譜を復元した出版社のハンス・シコルスキが付した番号が表示されている（並び替え処理の都合により1桁の番号には0を追加してある）。'A'は付録（Anhang）の意で、この中にはプロコフィエフが編曲もしておらず彼の『イワン雷帝』の総譜に書き込まれていない、礼拝用楽曲が含まれている。
| Key  | Key                      |
| ---- | ------------------------ |
| 桃色 | 映画の第1部にのみ使用    |
| 青色 | 映画の第2部にのみ使用    |
| 紫色 | 第1部、第2部の両方に使用 |
| 灰色 | 第1部、第2部ともに未使用 |

| No. | S       | 原題                                     | 英訳                                    | 作曲者                                                       | 編成                 |
| --- | ------- | ---------------------------------------- | --------------------------------------- | ------------------------------------------------------------ | -------------------- |
| 01  | 01      | Увертюра                                 | Overture                                | プロコフィエフ                                               | 合唱、管弦楽         |
| 02  | 02      | Смерть Глинской                          | Death of Glinskaya                      | プロコフィエフ                                               | 合唱、管弦楽         |
| 03  | 03      | Марш молодого Ивана                      | March of the Young Ivan                 | プロコフィエフ                                               | 管弦楽               |
| 04  | 04a     | Океан-море                               | Ocean-Sea                               | プロコフィエフ                                               | 独唱、合唱、管弦楽   |
| 05  | 04b     | Океан-море                               | Ocean-Sea                               | プロコフィエフ                                               | 管弦楽               |
| 06  | 05      | Шуйский и псари                          | Shuyskiy and the Huntsmen               | プロコフィエフ                                               | 管弦楽               |
| 07  | A01     | Кирие элейсон                            | Kyrie eleison                           | 典礼音楽                                                     | 合唱                 |
| 08  | A02     | Софрониевская херувимская песнь          | Sofroniy's Cherubic Song                | 修道院の歌、カスタルスキー編曲                               | 合唱                 |
| 09a | 06      | Многая лета!                             | Many Years!                             | 伝承歌、プロコフィエフ編曲                                   | 合唱、鐘             |
| 09b | A03     | Многая лета!                             | Many Years!                             | 伝承歌                                                       | 合唱                 |
| 10  | 07      | Величание                                | Praise Song                             | プロコフィエフ                                               | 合唱、管弦楽         |
| 11  | 08      | Лебедь                                   | The Swan                                | プロコフィエフ                                               | 合唱、管弦楽         |
| 12  | 09      | Юродивый                                 | The Holy Fool                           | プロコフィエフ                                               | 管弦楽               |
| 13  | 10      | Бунт                                     | The Riot                                | プロコフィエフ                                               | 管弦楽               |
| 14  | 11      | Выход татар                              | Entrance of the Tatars                  | プロコフィエフ                                               | 管弦楽               |
| 15  | 12      | Пушки движутся на Казань                 | The Cannons Move to Kazan               | プロコフィエフ                                               | 管弦楽               |
| 16  | 13      | Палатка Ивана                            | Ivan's Tent                             | プロコフィエフ                                               | 管弦楽               |
| 17  | 14      | Степь татарская                          | Tatar Steppe                            | プロコフィエフ                                               | 合唱、管弦楽         |
| 18  | 15      | Пушкари                                  | The Cannoneers                          | プロコフィエフ                                               | 合唱、管弦楽         |
| 19  | 16      | Татары                                   | The Tatars                              | プロコフィエフ                                               | 管弦楽               |
| 20  | 17      | Трубы Курбского                          | Kurbskiy's Trumpets                     | プロコフィエフ                                               | 金管合奏             |
| 21  | 18      | Атака                                    | Attack                                  | プロコフィエフ                                               | 管弦楽               |
| 22  | 19      | Зависть Малюты                           | Malyuta's Jealousy                      | プロコフィエフ                                               | 管弦楽               |
| 23  | 20      | Казань взята                             | Kazan is Taken                          | プロコフィエフ                                               | 管弦楽               |
| 24  | A04     | Душе моя                                 | My Soul                                 | オビホード                                                   | 合唱                 |
| 25  | A05     | Многомилостиве Господи                   | Most Merciful Lord                      | オビホード                                                   | 合唱                 |
| 26  | 21      | Иван умоляет бояр                        | Ivan Implores the Boyars                | プロコフィエフ                                               | 管弦楽               |
| 27  | 22      | Болезнь Анастасии                        | Anastasiya's Illness                    | プロコフィエフ                                               | 管弦楽               |
| 28  | 23      | Отравление Анастасии                     | The Poisoning of Anastasiya             | プロコフィエフ                                               | 管弦楽               |
| 29  | A06     | Вечная память                            | Eternal Remembrance                     | オビホード                                                   | 合唱                 |
| 30  | A07     | Со святыми упокой                        | Rest with the Saints                    | オビホード                                                   | 合唱                 |
| 31  | A08     | Сам един еси                             | Thou Alone                              | オビホード、ヴィノグラドフ編曲                               | 合唱                 |
| 32  | 24      | Иван у гроба Анастасии                   | Ivan at Anastasiya's Coffin             | プロコフィエフ                                               | 管弦楽               |
| 33a | 25      | Клятва опричников                        | Oath of the Oprichniki                  | Prokofiev                                                    | Chorus, orchestra    |
| 33b | 25      | Клятва опричников                        | Oath of the Oprichniki                  | プロコフィエフ                                               | 合唱、管弦楽         |
| 34  | 26      | Вернись!                                 | Come Back!                              | プロコフィエフ                                               | 合唱、管弦楽         |
| 35  | 27      | Фанфары                                  | Fanfares                                | プロコフィエフ                                               | 金管合奏             |
| 36  | 27a     | Полонез                                  | Polonaise                               | プロコフィエフ、付随音楽『ボリス・ゴドゥノフ』作品70a-10より | 管弦楽               |
| 37  | A09     | Не рыдай мене, мати                      | Do not Sob for Me, Mother               | イワノフ                                                     | 合唱                 |
| 38  | A10     | Уне тебе бяше, Иудо                      | It Were Better for You, Judas           | 典礼音楽                                                     | 合唱                 |
| 39a | 28a     | Дивен Бог                                | Wondrous is God                         | ボルトニャンスキー                                           | 合唱、鐘             |
| 39b | A11     | Дивен Бог                                | Wondrous is God                         | ボルトニャンスキー                                           | 合唱                 |
| 40a | 28b     | Пение отроков                            | Singing of the Boys                     | プロコフィエフ                                               | 3人の少年            |
| 40b | A12     | ?                                        | We Are Innocent and at Their Mercy      | ?                                                            | 3人の少年            |
| 41  | 29      | Песня про бобра                          | Song about the Beaver                   | プロコフィエフ                                               | 独唱者、管弦楽       |
| 42  | 30a     | Пляски опричников: Хаотическая пляска    | Dances of the Oprichniki: Chaotic Dance | プロコフィエフ                                               | 管弦楽               |
| 43  | 30b     | Пляски опричников: Организованная пляска | Dances of the Oprichniki: Orderly Dance | プロコフィエフ                                               | 管弦楽               |
| 44  | 31      | Куплеты опричников                       | Song of the Oprichniki                  | プロコフィエフ                                               | 独唱者、合唱、管弦楽 |
| 45  | 31a     | Куплеты опричников                       | Song of the Oprichniki                  | プロコフィエフ                                               | 管弦楽               |
| 46  | 32a 32b | Хор опричников                           | Chorus of the Oprichniki                | プロコフィエフ                                               | 合唱、管弦楽         |
| 47  | 32c     | Убийство Владимира                       | Vladimir's Murder                       | プロコフィエフ                                               | 管弦楽               |
| 48  | 33      | Выход Ивана                              | Entrance of Ivan                        | プロコフィエフ                                               | 管弦楽               |

演奏には約100分を要する。
楽曲の中には2つの部分に分けられるものがあり、そうした音楽は映画の中で異なる形で用いられ方をしている。
- 「Overture」の前半部分は管弦楽による「A Storm Approaches」（イワンの主題）であり、ライトモティーフとして両映画の中で頻繁に使用されている。後半部分は合唱による「The Black Cloud」であり、序曲の一部として両映画の開始部で使用されるだけである。
- 「The Death of Glinskaya」の前半部分は映画第2部で8歳のイワンの母が服毒した回想に伴って流れる。後半部分は合唱による「On the Bones of our Enemies」であり、歌われた部分はどちらの映画にも使用されていない。
- 「Come Back!」の前半部分はイワンの退位後に人々が懇願する合唱を描いている。後半部分は「Finale」（「A Storm Approaches」の変奏）として両映画を締めくくる役割を果たす。

イワンの主題は次の楽曲中に登場する。

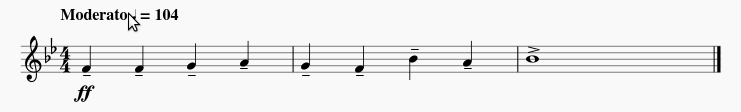
イワンの主題

- 「Overture」（A Storm Approaches）
- 「Ivan's Tent」
- 「Ivan at Anastasiya's Coffin」
- 「Come Back!」（Finale）